# Алексеевский сельсовет (Благоварский район)
Алексе́евский сельсове́т — муниципальное образование в Благоварском районе Башкортостана.

## История
Согласно «Закону о границах, статусе и административных центрах муниципальных образований в Республике Башкортостан» имеет статус сельского поселения.

## Население
| 2002  | 2009  | 2010  | 2012  | 2013  | 2014  | 2015  |
| ----- | ----- | ----- | ----- | ----- | ----- | ----- |
| 1812  | ↗1887 | ↘1753 | ↗1786 | ↗1799 | ↘1781 | ↘1762 |
| 2016  | 2017  |       |       |       |       |       |
| ↗1788 | ↗1795 |       |       |       |       |       |

## Состав сельского поселения
| № | Населённый пункт | Тип населённого пункта       | Население |
| - | ---------------- | ---------------------------- | --------- |
| 1 | Пришиб           | село, административный центр | ↘907      |
| 2 | Алексеевка       | деревня                      | ↘367      |
| 3 | Новоникольское   | село                         | ↘282      |
| 4 | Викторовка       | деревня                      | ↘190      |
| 5 | Моисеево         | село                         | ↘7        |